# Пластигломерат
Пластигломерат (англ. plastiglomerate) — новый вид искусственного камня, образованного с участием пластика в природных условиях.
Иногда расплавленный пластик из оставшегося мусора на пляжах может соединяться с осадочными породами, фрагментами базальтовой лавы и органическими остатками (например, раковины) с образованием нового типа горных пород.
Пластигломерат навсегда останется в горной породе Земли и в будущем сможет служить своего рода геологическим маркером действия человека на планете, говорят исследователи.

## История
Интересно то, что, скорее всего, многие находили образцы такого соединения, но один человек решил официально дать ему название и объявить о своей находке. Капитан Чарльз Мур, океанограф, совместно с Институтом морских исследований Алгалита (англ. Algalita Marine Research Foundation), Калифорния, на пляжах Камило Бич, Гавайи, обнаружил новый тип искусственного камня.